# 509 Іоланда
509 Іоланда (509 Iolanda) — астероїд головного поясу, відкритий 28 квітня 1903 року Максом Вольфом у Гейдельберзі.
Тіссеранів параметр щодо Юпітера — 3,171.